# Leende dansmusik 2012
Leende dansmusik 2012 är ett studioalbum från 2012 av Matz Bladhs.

## Låtlista
1. Som rosor i regn (Carl Lösnitz, Calle Kindbom)
2. Säg att du vill (Thomas Berglund, Ulf Georgsson, Peter Samuelsson)
3. Jag kommer hem (Stefan Brunzell, Ulf Georgsson)
4. Klappar ditt hjärta bara för mig (Hans Rytterström)
5. En liten femöres kola (Alf Robertson)
6. Den gamla Moraklockan (Åke Fagerlund)
7. Himlens änglar gråter (Stefan Brunzell, Thomas G:son)
8. Minns du Maria (Schwartze Madonna) (Henry Mayer, Berle Günther, Hasse Carlsson)
9. Vår egen bröllopsdag (Mats Björklund, Elisabeth Lord, Harald Steinhauer)
10. När kärleken slår till (Hans Backström, Peter Bergqvist, Per-Arne Thigerberg)
11. Finns det nån annan (Stefan Brunzell, Ulf Georgsson, Tony Johansson)
12. 60-talsmedley
13. Hur kan solen lysa (Thomas Berglund, Agneta Mårtensson)
14. Ge oss år tillbaka (Marianne Carlsson)

## Listplaceringar
| Lista (2012) | Topplacering |
| ------------ | ------------ |
| Sverige      | 9            |

### Fotnoter
1. ↑  ”Historia”. Conny Nilssons webbplats. 27 februari 2013. Arkiverad från originalet den 16 oktober 2014. https://web.archive.org/web/20141016215144/http://www.xn--snggldje-4zaf.se/historia. Läst 12 oktober 2014.
2. ↑  ”Leende dansmusik 2013”. Svensk mediedatabas. 27 februari 2012. http://smdb.kb.se/catalog/id/002797257. Läst 12 oktober 2014.
3. ↑  ”Leende dansmusik 2012”. Swedischcharts. 27 februari 2012. http://swedishcharts.com/showitem.asp?interpret=Matz+Bladhs&titel=Leende+dansmusik+2012&cat=a. Läst 12 oktober 2014.